# Emanuel Sperner

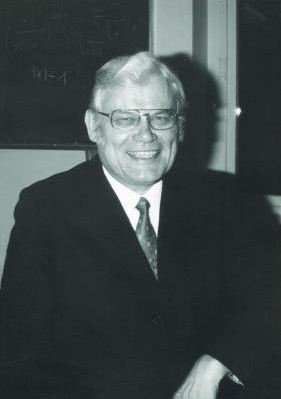
Emanuel Sperner

Emanuel Sperner (* 9. Dezember 1905 in Waltdorf, Landkreis Neisse, Provinz Schlesien; † 31. Januar 1980 in Laufen, Markgräflerland) war ein deutscher Mathematiker, der für zwei nach ihm benannte Sätze bekannt ist.

## Leben
Er studierte zunächst an der Albert-Ludwigs-Universität Freiburg, später an der Universität Hamburg. Dort wurde er bei Otto Schreier promoviert und dort habilitierte er sich auch. Seine Dissertation vom 5. November 1928 trägt den Titel „Neuer Beweis für die Invarianz der Dimensionszahl und des Gebietes“. Von 1932 bis 1934 hatte er eine Gastprofessur in China inne; es folgten von 1934 bis 1943 eine Professur an der Universität Königsberg, von 1943 bis 1945 an der Universität Straßburg, von 1946 bis 1949 an der Albert-Ludwigs-Universität Freiburg, von 1949 bis 1954 an der Universität Bonn und von 1954 bis 1974 an der Universität Hamburg, wo er von 1963 bis 1965 das Amt des Rektors bekleidete.
Er hatte weitere Gastprofessuren inne und war beim Aufbau des Mathematischen Forschungsinstituts Oberwolfach beteiligt. 1957 war er Präsident der Deutschen Mathematiker-Vereinigung.
Zu seinen Doktoranden zählen Gerhard Ringel, Helmut Karzel und Hans-Joachim Arnold.

## Sätze
Zwei Resultate von Sperner sind besonders zu erwähnen. Beide Resultate werden manchmal – vor allem in der älteren Literatur – unter demselben Namen als das Spernersche Lemma (engl. Sperner’s lemma) angegeben.

### Der Satz von Sperner
Dieser Satz besagt, dass eine jede Antikette der Potenzmenge 2X einer n-elementigen Menge X höchstens M Elemente umfasst, wenn M gleich dem größten Binomialkoeffizienten der Ordnung n ist.

### Das Spernersche Lemma
Dieses Lemma, wie der Satz von Sperner veröffentlicht im Jahr 1928, sagt aus, dass jede Sperner-Färbung der Triangulierung eines n-dimensionalen Simplex mindestens eine Zelle enthält, die mit allen Farben gefärbt ist. Sperner bewies, dass dieses Lemma einen weiteren Beweis eines Satzes von Lebesgue liefert, mit dem die Dimension eines euklidischen Raums charakterisiert wird. Später wurde festgestellt, dass dieses Lemma auch einen direkten Beweis des Brouwerschen Fixpunktsatzes liefert, der ohne eine explizite Verwendung von Homologien auskommt.

## Weitere Leistungen
Aus Sperners späterer Zeit ist noch seine Behandlung der geordneten Geometrie mit Hilfe der von ihm eingeführten Ordnungsfunktionen hervorzuheben.
Weiter gab er nach Otto Schreiers frühem Tod dessen Vorlesungen über Analytische Geometrie und Algebra heraus, die jahrzehntelang als grundlegendes Lehrbuch für die mathematischen Anfängervorlesungen in Linearer Algebra dienten.

## Ausgewählte Schriften
- Gesammelte Werke, Herausgeber Walter Benz, Lemgo: Heldermann 2005
- mit Otto Schreier: Einführung in die Analytische Geometrie und Algebra, 2 Bände, Teubner 1931, 1935 (Hamburger Mathematische Einzelschriften), Göttingen, Vandenhoeck und Ruprecht (Studia mathematica) 1948, Band 1 in 7. Auflage 1969, Band 2 in 6. Auflage 1963 (englische Übersetzung Introduction to modern algebra and matrix theory bei Chelsea 1951, Band 2 als Projective Geometry of n dimensions)
- mit Schreier: Vorlesungen über Matrizen, Hamburger Mathematische Einzelschriften, Leipzig, Teubner 1932
- Moderne Denkweisen der Mathematik: Rede anläßlich der Feier des Rektorwechsels an der Universität Hamburg am 12. November 1963, Hamburger Universitätsreden 1964
- Neuer Beweis für die Invarianz der Dimensionszahl und des Gebietes. Abh. Math. Sem. Hamburg VI (1928) 265–272 (Dissertation)
- Ein Satz über Untermengen einer endlichen Menge. Math. Z. 27 (1928) 544–548.
- Über die fixpunktfreien Abbildungen der Ebene. Abh. math. Se,. Hamburg X (1934) 1–48.
- Zur Begründung der Geometrie im begrenzten Ebenenstück. Schriften der Königsberger Gelehrten Gesellschaft, Math.-Naturw. Klasse, (Halle a. d. Saale 1938) 121–143.
- Die Ordnungsfunktionen einer Geometrie. Math. Annalen 121 (1949) 107–130.
- Beziehungen zwischen geometrischer und algebraischer Anordnung. Sitzungsber. Heidelberger Akad. d. Wiss. 1949, 10. Abh., 3–38.
- Konvexität bei Ordnungsfunktionen. Abh. Math. Sem. Hamburg XVI (1949), 140–154.
- Ein gruppentheoretischer Beweis des Satzes von Desargues in der absoluten Axiomatik. Arch. d. Math. 5 (1954), 458–468.